# Аоба, Итико
Итико Аоба (яп. 青葉市子), род. 28 января 1990, Ураясу, Тиба, Япония — японская певица, композитор, автор-исполнитель, актриса озвучивания.

## Биография
Учась в средней школе, Итико играла на кларнете в школьном духовом оркестре, а перейдя в старшую школу, вошла в клуб лёгкой атлетики, где в составе группы играла на клавишных, струнных и ударных инструментах, подражая двум известным японским группам. Но основная роль в качестве электрогитаристки её не устраивала, поэтому, в возрасте 17 лет, Итико занялась освоением классической гитары. За время обучения она самостоятельно открыла для себя многие базовые аккорды, не пользуясь пособиями, что стало началом создания её собственного стиля.
После школы Итико поступила на филологический факультет университета Киото и обучалась по специальности «Преподаватель японского языка», но была отчислена с правом восстановления.
Её музыкальным наставником стал Анми Ямада, малоизвестный токийский певец и автор песен. Аоба овладела гитарой, играя сложные, замысловатые песни Ямады, и он был счастлив наблюдать за её прогрессом — хотя, поскольку она все ещё жила в Киото, ему приходилось делать это дистанционно. «В то время у меня был только телефон, поэтому я звонила ему поздно вечером, когда моя семья спала», — вспоминает Итико. «Я говорила ему: „я научилась играть эту часть песни“, а затем наигрывала её прямо в телефонную трубку». Позднее Итико переехала в Токио, где и началась её музыкальная карьера. В 2010 году, в возрасте 19 лет, Итико выпустила свой дебютный альбом «Kamisori Otome» (剃刀乙女). К тому времени Итико играла на гитаре в течение всего лишь двух лет, что очень удивило знаменитого музыканта и продюсера Кэйго Оямаду, назвавшим её очень талантливой гитаристкой.
Ямада был специальным гостем на первых двух концертах, которые Аоба провела в Waseda Hoshien Scott Hall, столетней церкви в западной части Токио. С тех пор она часто играла песни своего наставника во время живых выступлений, а позже выпустила две его песни на своем студийном альбоме 2013 года «0».
В конце 2013 года, композитор Дзюн Миякэ попросил её принять участие в постановке пьесы Го Аоки «9 дней королевы». Несмотря на отсутствие особого интереса к театру, Итико и позднее принимала участие в создании ряда театральных постановок, включая «Кокон» Такахиро Фудзиты и «Леммингов» Сюдзи Тераямы.
23 марта 2014 Итико впервые отправилась в сольный концертный тур, выступив во всех 47 префектурах Японии. 26 апреля того же года выступила на Тайване, а 27 апреля в Гонконге.
В 2018 году Итико проводит свой третий концертный тур в странах Азии, включая Тайвань, Таиланд, Малайзию и Сингапур.
21 мая 2019 года Итико провела свой первый европейский тур, выступив в Исландии, Дании, Великобритании и Франции.
Альбом «0» занял первое место в «Топ-10 японских альбомов десятилетия (2010—2019)» журнала  Tokyo Weekender.
Итико сотрудничала с такими музыкантами как Рюити Сакамото и Тэйлор Дюпри, Кэйго Оямада, Харуоми Хосоно, Хиронори Юзава, Дзюн Миякэ, Sweet William. С 2014 года, вместе с музыкантом MahiToThePeople, Итико входит в состав группы NUUAMM. В 2013 году участвовала в записи саундтрека к аниме-сериалам Ghost in the Shell: Arise и Эхо террора. В 2015 Итико пишет музыку к аниме-адаптации манги Mitsuami no kamisama (Хвостики). В 2017 Итико озвучила персонажа Трикси в короткометражном аниме Бегущий по лезвию: Блэкаут 2022, которое является приквелом фильма Бегущий по лезвию 2049. В 2019 году Итико участвовала в записи саундтрека к игре The Legend of Zelda: Link’s Awakening (2019).

## Дискография

### Студийные альбомы
- 2010: Kamisori Otome (剃刀乙女)
- 2011: Origami (檻髪)
- 2012: Utabiko (うたびこ)
- 2013: 0
- 2016: Mahoroboshiya (マホロボシヤ)
- 2018: qp
- 2020: Windswept Adan (アダンの風)
- 2025: Luminescent Creatures

### Концертные альбомы
- 2011: Kaizokuban (かいぞくばん)
- 2014: 0 %
- 2017: Pneuma
- 2020: «Gift» at Sogetsu Hall

### Другие релизы
- 2011: Полыхание (火のこ) — дуэт с Кадзухисой Ютихаси
- 2012: Метеор (流星) — дуэт с Харукой Накамурой
- 2013: Радио (ラヂヲ) — Итико Аоба вместе с феями (青葉市子と妖精たち)
- 2013: Yura Yura feat. Ichiko Aoba — Ovall (Dawn)
- 2013: Вне войны (外は戦場だよ) feat. Ichiko Aoba — Cornelius (Ghost in the Shell: Arise OST)
- 2020: amuletum bouquet — Ichiko Aoba
- 2020: Seabed Eden – Ichiko Aoba
- 2021: Asleep Among Endives – Ichiko Aoba